# Marc Mayer
Marc Mayer (* 18. Juli 1978 in Altenmarkt im Pongau) ist ein ehemaliger österreichischer Skilangläufer.

## Werdegang
Mayer, der für den SK Radstadt startete, lief im Januar 1998 in Ramsau am Dachstein erstmals im Weltcup und erreichte dabei den 74. Platz über 15 km klassisch. Im selben Monat belegte er bei den Nordischen Junioren-Skiweltmeisterschaften 1998 in Pontresina den 46. Rang über 30 km klassisch. In der Saison 1998/99 holte er bei Sprintweltcups mit dem Plätzen zehn und neun seine ersten Top-Zehn-Platzierungen und erreichte mit dem vierten Platz im Sprint in Kitzbühel seine beste Einzelplatzierung im Weltcup. Zum Saisonende errang er den 23. Platz im Sprintweltcup. Im März 1999 holte er mit dem zweiten Rang über 10 km klassisch in Sapporo seine einzige Podestplatzierung im Continental-Cup. In der Weltcupsaison 1999/2000 kam er bei fünf Teilnahmen im Weltcup, viermal in die Punkteränge. Bei den Österreichischen Meisterschaften 2000 siegte er zusammen mit Wolfgang Rottmann im Teamsprint und belegte im Sprint den zweiten Rang. Im folgenden Jahr errang er bei den Nordischen Skiweltmeisterschaften 2001 in Lahti den 15. Platz im Sprint. Seine beste Saisonplatzierung im Weltcup war der 15. Platz im Sprint in Nové Město. Bei den Österreichischen Meisterschaften 2001 wurde er Dritter im Sprint und Meister zusammen mit Thomas Stöggl im Teamsprint.
In der Weltcupsaison 2001/02 erreichte Mayer im Sprint die Plätze acht und zehn und belegte in Nove Mesto mit der österreichischen Staffel den vierten Platz. Er erreichte damit den 15. Platz im Sprintweltcup. Bei den Österreichischen Meisterschaften 2002 wurde er Zweiter im Sprint. Im Februar 2002 nahm er bei den Olympischen Winterspielen 2002 in Salt Lake City teil. Allerdings wurde er im Mai 2003 wegen Dopings nachträglich disqualifiziert und von der FIS für zwei Jahre gesperrt, nachdem in der österreichischen Unterkunft Blutbeutel gefunden wurden. Es wurden dabei alle seine Ergebnisse der Olympischen Winterspiele 2002 und aus der nachfolgenden Saison 2002/03 gestrichen. Einzig sein Meistertitel über 30 km bei den Österreichischen Meisterschaften 2003 blieb ihm erhalten. Mayer ging darauf gegen die Sperre vor dem Internationalen Sportgerichtshof (CAS) in Berufung. Die CAS widersprach der Entscheidung der FIS und Mayer war damit zu Beginn der Saison 2003/04 wieder startberechtigt. Er startete daraufhin wieder im Weltcup, konnte dabei aber bis zu seinem Karriereende nach der Saison 2004/05 keine Weltcuppunkte mehr gewinnen.
Marc Mayer ist der Sohn des ehemaligen Skilangläufers und -trainers Walter Mayer.

## Weltcup-Gesamtplatzierungen
| Saison    | Gesamt | Gesamt | Sprint | Sprint |
| Saison    | Punkte | Platz  | Punkte | Platz  |
| --------- | ------ | ------ | ------ | ------ |
| 1998/99   | –      | –      | 105    | 23.    |
| 1999/2000 | 51     | 64.    | 51     | 30.    |
| 2000/01   | 46     | 67.    | 64     | 26.    |
| 2001/02   | 93     | 51.    | 119    | 15.    |